# Antoinette Konan
Pour les articles homonymes, voir Konan.
Antoinette Konan est une chanteuse ivoirienne d'origine baoulé qui s'inscrit dans la musique de son ethnie. Elle est couramment surnommée la Reine de l'Ahoco.

## Biographie
Née à Béoumi, une ville au bord du fleuve Bandama de parents musiciens, Antoinette Konan commence sa carrière artistique en 1984. Elle a étudié au conservatoire de musique à Abidjan. 
En 2006, Antoinette Konan a été nommée membre du Conseil consultatif scientifique de la Culture près le ministre de la Culture et de la Francophonie de Côte d'Ivoire,.

## Discographie
- 1984 : Djouman
- 2004 : Chants de souvenir
- 2008 : Grande est sa miséricorde
- 2010 : Katchiossa
- 2012 : Pourquoi pas

## Distinctions
- 1986 : Lauréate du Prix de la meilleure chanson française du Concours Découvertes de RFI[7]
- 1987 : Premier prix du référendum ID[8]
- 1991 : Chevalier de l'ordre du Mérite ivoirien[8]
- 1998 : Lauréate du Kora All Africa Music Awards
- 2006 : Officier de l'ordre du Mérite culturel de Côte d'Ivoire
- 2013 : Officier de l'ordre du Mérite ivoirien[9]
- 2022 : Commandeur de l'ordre du mérite ivoirien[10]